# أوغستين براسارد
أوغستين براسارد هو سياسي كندي، ولد في 16 يوليو 1922 في روبيرفال في كندا، وتوفي في 26 ديسمبر 1971. نشط حزبياً في الحزب الليبرالي الكندي. وقد انتخب عضو مجلس العموم الكندي.